# 嵐のあと (フォーリーブスの曲)
「嵐のあと」（あらしのあと）は、1975年6月1日にCBS・ソニー（現：ソニー・ミュージックレーベルズ）から発売されたフォーリーブスの27枚目のシングルである。

## 収録曲
※両曲共に作詞：安井かずみ／作曲・編曲：馬飼野康二
1. 嵐のあと
作品コード:001-3754-5
2. 悲しい雨